# Kalofer
Kalofer (bulgariska: Калофер) är ett distrikt i Bulgarien. Det ligger i kommunen Obsjtina Karlovo och regionen Plovdiv, i den centrala delen av landet, 140 km öster om huvudstaden Sofia.
Trakten runt Kalofer består till största delen av jordbruksmark. Runt Kalofer är det ganska glesbefolkat, med 28 invånare per kvadratkilometer.